# Palma Soriano
Palma Soriano – miasto na Kubie; 105 800 mieszkańców (2006). Przemysł spożywczy, włókienniczy.